# Каменки (Богородский район)
Ка́менки — село в Богородском районе Нижегородской области, административный центр Каменского сельсовета.
Богородский район был создан в 1929 году из частей Алистеевской и Каменской волостей. Другие части Каменской волости были включены в состав Борисовопокровского и Кстовского (до 1930 года Печерского) районов. До этого времени Каменская волость входила в состав Нижегородского уезда Нижегородской губернии.
Село расположено в 20 км от Нижнего Новгорода. Около западной окраины протекает небольшая река Ункор, которая впадает в реку Кудьма.
В селе расположено отделение Почты России (индекс 607610).

## Транспорт
Каменки с трассой федерального значения Р158 связывает асфальтовая дорога длиной 4 км с двухполосной проезжей частью.
Общественный транспорт представлен одним пригородным автобусным маршрутом № 208 Щербинки (Нижний Новгород) ↔ Каменки. Также в 700 м от Каменки расположена станция Чаглово, через которую проходят нижегородские пригородные электропоезда арзамасского направления (Нижний Новгород-Московский, Кустовая, Мыза ↔ Арзамас).

## Население
| 1999 | 2002  | 2010  |
| ---- | ----- | ----- |
| 1873 | ↗1897 | ↗1903 |

Национальный состав
Согласно результатам переписи 2002 года, в национальной структуре населения русские составляли 97 % из 1897 человек.

## Производство и строительство
Основным предприятием в советское время был совхоз «Каменский», образованный в 1962 году из колхозов «Ленинские всходы» (Каменки, Гремячки), «Советская деревня» (Пруды, Букино, Карпово, Ушаково), а также колхоза имени Карла Маркса (Килелей, Гари, Чапурда, Спирино). В декабре 1998 года совхоз реорганизован в ОАО «Каменское». В 2001 году ОАО «Каменское» вошло в список 300 лучших сельхозпредприятий России.
22 марта 2006 года было проведено закрытие реестра эмитента.
По состоянию на 2007 год, в хозяйстве ОАО «Каменское» насчитывалось 7 тысяч гектаров обрабатываемых земель, 1158 голов скота.
Действует комплекс по первичной сортировке картофеля и картофелехранилище вместимостью две тысячи тонн.
В 2008 году часть земель ОАО «Каменское» использовалось для строительства федеральной трассы М7
В 2008 году на базе OOO «Терминал упаковочный „Нижегородский“» компанией «Агротрейд» началось строительство комплекса по сортировке, мойке и упаковке картофеля. Потребители продукции — торговые сети Нижнего Новгорода, поставщики — сельхозпредприятия Нижегородской области.

### Коттеджное строительство
В 2010 году решением Каменского сельсовета территория села была расширена на 37,7 га. На данной территории началось строительство коттеджного посёлка «Усадьба Каменки». были даны названия улицам коттеджного посёлка и присвоены почтовые адреса. Застройщиком коттеджного посёлка выступило ООО «Волжская усадьба» — дочерняя компания, входящая в состав фармацевтического холдинга ОАО «Катрен».
Интенсивную застройку на землях, ранее принадлежавших ОАО «Каменское», ведёт управляющая компания «КаменкиИнвест».

## Образование
По состоянию на 2009 год, действовал детский сад, который посещало 50 детей, а также Каменская СОШ.

## Церковь Николая Чудотворца
В селе расположена действующая Церковь Николая Чудотворца.
Церковь была построена во второй половине XVIII века как часть Софийского комплекса. В 1938 году церковь была разорена и использовалась под гараж машино-тракторного парка.
В 2005 году был организован приход, который входит в состав Богородского благочиннического округа Нижегородской епархии.
16 июня 2009 года через село прошёл крестный ход с чудотворной Владимирской Оранской иконой Божией Матери, а 17 июня в церкви состоялась первая за 70 лет Божественная литургия.